# Baukunst und werkform

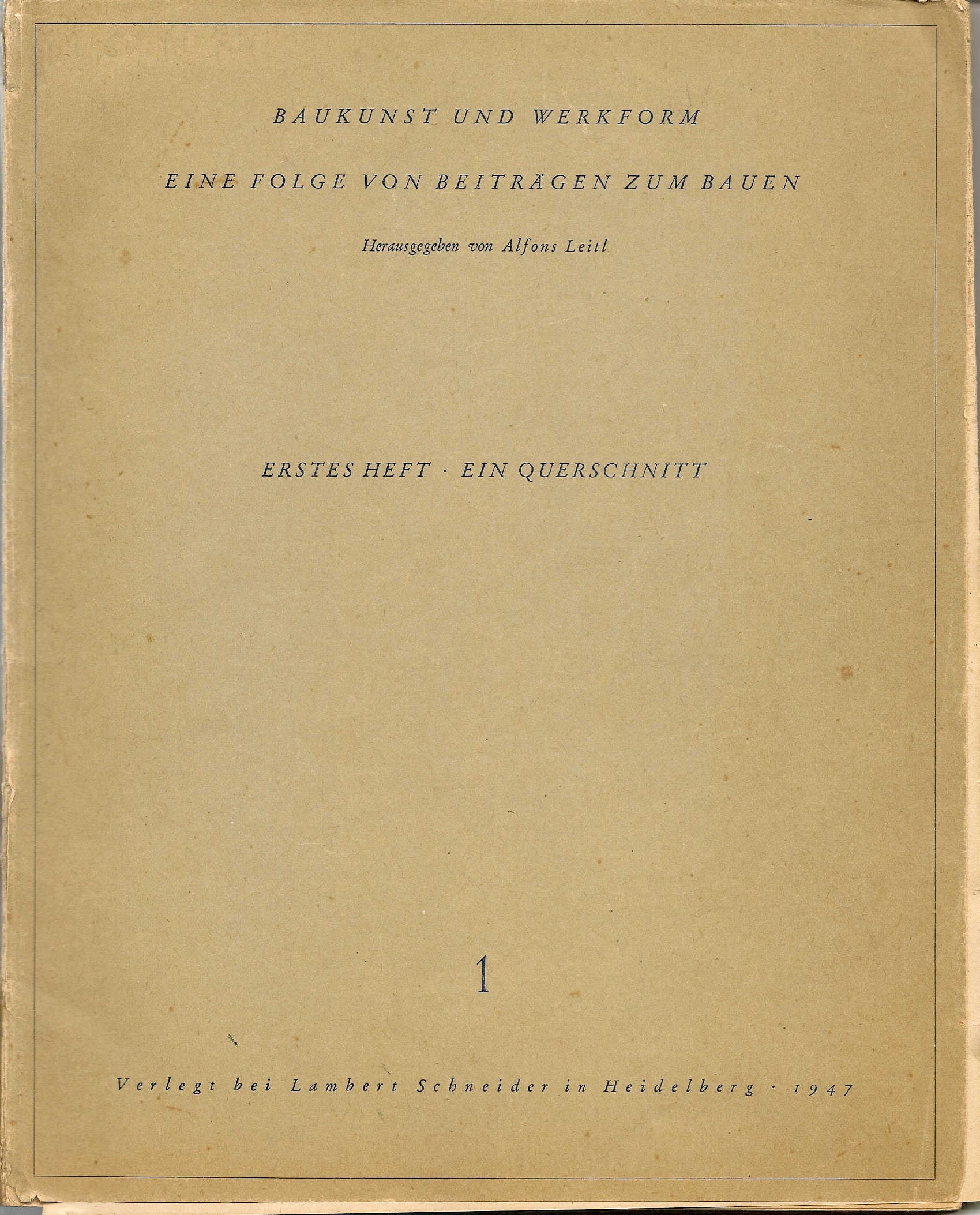
Baukunst und Werkform Nr. 1 aus 1947, Titelseite

Baukunst und Werkform, Eine Folge von Beiträgen zum Bauen, war eine Zeitschrift, die der Architekt und Kritiker Alfons Leitl als Herausgeber mit Franz Meunier als Schriftleiter und dem Verleger Lambert-Schneider 1946 gründete. Der Sitz der Redaktion war in Rheydt, Bezirk Düsseldorf, Nordstr. 83, später, als Eugen Kogon die Zeitschrift verlegte, in Frankfurt a. M.

## Forum der westdeutschen Nachkriegsmoderne
Die Nummer 1 erschien unter dem Titel Erstes Heft – Ein Querschnitt 1947 unter der Lizenz Nr.US.W.1007 mit Beiträgen von Hans Schwippert, Otto Bartning, Ludwig Neundörfer, Hans Scharoun, Eugen Blanck, Robert Vorhoelzer, Hugo Häring, Rudolf Lodders, Egon Eiermann, Fritz Schumacher, Georg Leowald, Rudolf Schwarz, Rudolf Steinbach, Hermann Mäckler, Johann Haefs und Alfons Leitl.
Die Zeitschrift erschien anfangs in loser Folge unter Mitwirkung von Otto Bartning, Egon Eiermann, Werner Hebebrand, Hugo Häring, Hans P. Koellmann, Georg Leowald, Rudolf Lodders, Rudolf Schwarz, Otto Ernst Schweizer und Hans Schwippert, später monatlich. Sie war das öffentliche Forum der Nachkriegsmoderne in Westdeutschland: In ihr wurden die Bauhaus-Debatte 1953 und der Düsseldorfer Architektenstreit ausgetragen; der Wiederaufbau und Neuaufbau kritisch begleitet; junge Architekten, neue und internationale Architekturentwicklungen vorgestellt; das Architekturverständnis geöffnet und erweitert.
Ab 1954 war Ulrich Conrads der Herausgeber. Die Zeitschrift erschien später im Verlag Nürnberger Presse und wurde 1962 mit „db Deutsche Bauzeitung“ vereint.
Beiträge der Zeitschrift Baukunst und Werkform, die sich mit den Herausforderungen, Fragen, Aufgaben und Zielen des Wiederaufbaus auseinandersetzten, wurden 2003 in einem Buch dokumentiert, zusammengefasst und veröffentlicht; denn wie Ulrich Conrads im Editoral abschließend feststellte :„(...) selten sind mir eine mehr als ein halbes Jahrhundert gealterte Folge von Reden und Aufsätzen so unmittelbar aktuell vorgekommen wie die hier ans Licht gebrachte.“